# Vulpia brevis
Vulpia brevis är en gräsart som beskrevs av Pierre Edmond Boissier och Karl Theodor Kotschy. Vulpia brevis ingår i släktet ekorrsvinglar, och familjen gräs. Inga underarter finns listade i Catalogue of Life.